# Velika nagrada Italije 1976
Velika nagrada Italije 1976 je bila trinajsta dirka Svetovnega prvenstva Formule 1 v sezoni 1976. Odvijala se je 12. septembra 1976.

## Rezultati

### Kvalifikacije
| Poz | Št | Dirkač                   | Konstruktor        | Čas     | Zaostanek |
| --- | -- | ------------------------ | ------------------ | ------- | --------- |
| 1   | 26 | Jacques Laffite          | Ligier-Matra       | 1:41,35 | —         |
| 2   | 3  | Jody Scheckter           | Tyrrell-Ford       | 1:41,38 | + 0,03    |
| 3   | 8  | Carlos Pace              | Brabham-Alfa Romeo | 1:41,53 | + 0,18    |
| 4   | 4  | Patrick Depailler        | Tyrrell-Ford       | 1:42,06 | + 0,71    |
| 5   | 1  | Niki Lauda               | Ferrari            | 1,42,09 | + 0,74    |
| 6   | 34 | Hans Joachim Stuck       | March-Ford         | 1:42,18 | + 0,83    |
| 7   | 35 | Carlos Reutemann         | Ferrari            | 1:42,38 | + 1,03    |
| 8   | 10 | Ronnie Peterson          | March-Ford         | 1:42,64 | + 1,29    |
| 9   | 2  | Clay Regazzoni           | Ferrari            | 1:42,96 | + 1,61    |
| 10  | 22 | Jacky Ickx               | Ensign-Ford        | 1:43,29 | + 1,94    |
| 11  | 7  | Rolf Stommelen           | Brabham-Alfa Romeo | 1:43,29 | + 1,94    |
| 12  | 6  | Gunnar Nilsson           | Lotus-Ford         | 1:43,30 | + 1,95    |
| 13  | 40 | Larry Perkins            | Boro-Ford          | 1:43,32 | + 1,97    |
| 14  | 5  | Mario Andretti           | Lotus-Ford         | 1:43,34 | + 1,99    |
| 15  | 16 | Tom Pryce                | Shadow-Ford        | 1:43,63 | + 2,28    |
| 16  | 9  | Vittorio Brambilla       | March-Ford         | 1:43,94 | + 2,59    |
| 17  | 17 | Jean-Pierre Jarier       | Shadow-Ford        | 1:44,05 | + 2,70    |
| 18  | 19 | Alan Jones               | Surtees-Ford       | 1:44,41 | + 3,06    |
| 19  | 24 | Harald Ertl              | Hesketh-Ford       | 1:44,56 | + 3,21    |
| 20  | 30 | Emerson Fittipaldi       | Fittipaldi-Ford    | 1:44,57 | + 3,22    |
| 21  | 37 | Alessandro Pesenti-Rossi | Tyrrell-Ford       | 1:44,62 | + 3,27    |
| 22  | 38 | Henri Pescarolo          | Surtees-Ford       | 1:45,12 | + 3,77    |
| 23  | 25 | Guy Edwards              | Hesketh-Ford       | 1:45,79 | + 4,44    |
| 24  | 18 | Brett Lunger             | Surtees-Ford       | 1:46,48 | + 5,13    |
| 25  | 20 | Arturo Merzario          | Wolf-Williams-Ford | 1:47,31 | + 5,96    |
| 26  | 39 | Otto Stuppacher          | Tyrrell-Ford       | 1:55,22 | + 13,87   |
| 27  | 11 | James Hunt               | McLaren-Ford       | 2:08,76 | + 27,41   |
| 28  | 12 | Jochen Mass              | McLaren-Ford       | 2:11,06 | + 29,71   |
| 29  | 28 | John Watson              | Penske-Ford        | 2:13,95 | + 32,60   |

### Dirka
| Poz | Št | Dirkač                   | Konstruktor        | Krogi | Čas/Odstop   | Št. m. | Toč |
| --- | -- | ------------------------ | ------------------ | ----- | ------------ | ------ | --- |
| 1   | 10 | Ronnie Peterson          | March-Ford         | 52    | 1:30:35,6    | 8      | 9   |
| 2   | 2  | Clay Regazzoni           | Ferrari            | 52    | + 2,3 s      | 9      | 6   |
| 3   | 26 | Jacques Laffite          | Ligier-Matra       | 52    | + 3,0 s      | 1      | 4   |
| 4   | 1  | Niki Lauda               | Ferrari            | 52    | + 19,4 s     | 5      | 3   |
| 5   | 3  | Jody Scheckter           | Tyrrell-Ford       | 52    | + 19,5 s     | 2      | 2   |
| 6   | 4  | Patrick Depailler        | Tyrrell-Ford       | 52    | + 35,7 s     | 4      | 1   |
| 7   | 9  | Vittorio Brambilla       | March-Ford         | 52    | + 43,9 s     | 16     |     |
| 8   | 16 | Tom Pryce                | Shadow-Ford        | 52    | + 52,9 s     | 15     |     |
| 9   | 35 | Carlos Reutemann         | Ferrari            | 52    | + 57,5 s     | 7      |     |
| 10  | 22 | Jacky Ickx               | Ensign-Ford        | 52    | + 1:12,4     | 10     |     |
| 11  | 28 | John Watson              | Penske-Ford        | 52    | + 1:42,2     | 26     |     |
| 12  | 19 | Alan Jones               | Surtees-Ford       | 51    | +1 krog      | 18     |     |
| 13  | 6  | Gunnar Nilsson           | Lotus-Ford         | 51    | +1 krog      | 12     |     |
| 14  | 18 | Brett Lunger             | Surtees-Ford       | 50    | +2 kroga     | 24     |     |
| 15  | 30 | Emerson Fittipaldi       | Fittipaldi-Ford    | 50    | +2 kroga     | 20     |     |
| 16  | 24 | Harald Ertl              | Hesketh-Ford       | 49    | Pog. gred    | 19     |     |
| 17  | 38 | Henri Pescarolo          | Surtees-Ford       | 49    | +3 krogi     | 22     |     |
| 18  | 37 | Alessandro Pesenti-Rossi | Tyrrell-Ford       | 49    | +3 krogi     | 21     |     |
| 19  | 17 | Jean-Pierre Jarier       | Shadow-Ford        | 47    | +5 krogov    | 17     |     |
| Ods | 7  | Rolf Stommelen           | Brabham-Alfa Romeo | 41    | Dovod goriva | 11     |     |
| Ods | 34 | Hans Joachim Stuck       | March-Ford         | 23    | Trčenje      | 6      |     |
| Ods | 5  | Mario Andretti           | Lotus-Ford         | 23    | Trčenje      | 14     |     |
| Ods | 11 | James Hunt               | McLaren-Ford       | 11    | Zavrten      | 24     |     |
| Ods | 40 | Larry Perkins            | Boro-Ford          | 8     | Motor        | 13     |     |
| Ods | 8  | Carlos Pace              | Brabham-Alfa Romeo | 4     | Motor        | 3      |     |
| Ods | 12 | Jochen Mass              | McLaren-Ford       | 2     | Vžig         | 25     |     |
| WD  | 25 | Guy Edwards              | Hesketh-Ford       |       |              |        |     |
| WD  | 20 | Arturo Merzario          | Wolf-Williams-Ford |       |              |        |     |
| DNA | 39 | Otto Stuppacher          | Tyrrell-Ford       |       |              |        |     |